# Кубок ірландської ліги з футболу 2006
Кубок ірландської ліги 2006 — 33-й розіграш Кубка ірландської ліги. Переможцем вдруге поспіль став Деррі Сіті.

## Календар
| Раунд        | Дата                        | Матчі | Клуби   |
| ------------ | --------------------------- | ----- | ------- |
| Перший раунд | 27 березня - 27 квітня 2006 | 8     | 24 → 16 |
| 1/8 фіналу   | 2-10 травня 2006            | 8     | 16 → 8  |
| 1/4 фіналу   | 4-5 липня 2006              | 4     | 8 → 4   |
| 1/2 фіналу   | 7 серпня - 6 вересня 2006   | 2     | 4 → 2   |
| Фінал        | 18 вересня 2006             | 1     | 2 → 1   |

## Перший раунд
| Команда 1       | Рахунок      | Команда 2            |
| --------------- | ------------ | -------------------- |
| 27 березня 2006 |              |                      |
| Дандолк         | 3:2          | ЮКД                  |
| 3 квітня 2006   |              |                      |
| Атлон Таун      | 0:4          | Богеміан             |
| Брей Вондерерз  | 1:2          | Сент-Патрікс Атлетік |
| Коб Рамблерс    | 2:0          | Вотерфорд Юнайтед    |
| Дублін Сіті     | 2:1          | Кілдер Каунті        |
| Фінн Гарпс      | 1:1 пен. 2:1 | Голвей Юнайтед       |
| Лонгфорд Таун   | 4:0          | Майо Ліга            |
| 27 квітня 2006  |              |                      |
| Керрі Ліга      | 2:0          | Кілкенні Сіті        |

## 1/8 фіналу
| Команда 1            | Рахунок      | Команда 2       |
| -------------------- | ------------ | --------------- |
| 2 травня 2006        |              |                 |
| Сент-Патрікс Атлетік | 0:2          | Шемрок Роверс   |
| 8 травня 2006        |              |                 |
| Дублін Сіті          | 0:1          | Шелбурн         |
| Дандолк              | 0:1          | Дрогеда Юнайтед |
| 9 травня 2006        |              |                 |
| Деррі Сіті           | 1:0          | Лонгфорд Таун   |
| Монахан Юнайтед      | 0:2          | Богеміан        |
| Слайго Роверз        | 1:1 пен. 4:5 | Фінн Гарпс      |
| 10 травня 2006       |              |                 |
| Корк Сіті            | 0:1          | Коб Рамблерс    |
| Лімерик              | 1:0          | Керрі Ліга      |

## 1/4 фіналу
| Команда 1    | Рахунок | Команда 2       |
| ------------ | ------- | --------------- |
| 4 липня 2006 |         |                 |
| Богеміан     | 1:0     | Коб Рамблерс    |
| Деррі Сіті   | 4:0     | Дрогеда Юнайтед |
| Лімерик      | 1:0     | Шемрок Роверс   |
| 5 липня 2006 |         |                 |
| Шелбурн      | 4:1     | Фінн Гарпс      |

## 1/2 фіналу
| Команда 1      | Рахунок | Команда 2 |
| -------------- | ------- | --------- |
| 7 серпня 2006  |         |           |
| Шелбурн        | 1:0     | Богеміан  |
| 6 вересня 2006 |         |           |
| Деррі Сіті     | 3:0     | Лімерик   |

## Фінал
| 18 вересня 2006 |

| Деррі Сіті | 0:0 пен. 3:0 | Шелбурн |
| ---------- | ------------ | ------- |
|            |              |         |

| Брандівелл, Деррі |